# Skate nos Jogos Olímpicos de Verão de 2020 - Qualificação
Este artigo detalha a fase de qualificação do skate nos Jogos Olímpicos de Verão de 2020. (As Olimpíadas foram adiadas para 2021 devido à pandemia de COVID-19). Há 80 vagas disponíveis para o skate nos Jogos Olímpicos de Verão de 2020. Cada CON pode obter o máximo de três vagas em cada prova (total de 12 no máximo em 4 provas). A lista completa de competidores qualificados foi anunciada em 9 de junho de 2021. Cada prova recebe 20 competidores qualificados: 3 pelo Campeonato Mundial, 16 pelo ranking e 1 pelo país-sede, Japão.

## Linha do tempo
| Evento                                     | Data                            | Local     |
| ------------------------------------------ | ------------------------------- | --------- |
| Campeonato Mundial de Skate Street de 2021 | 30 de maio a 6 de junho de 2021 | Roma      |
| Campeonato Mundial de Skate Park de 2021   | 14 a 20 de junho de 2021        | Cancelado |
| Ranking Olímpico de Skate                  | 30 de junho de 2021             | —         |

## Sumário de qualificação
| CON                | Masculino | Masculino | Feminino | Feminino | Total   | Total |
| CON                | Park      | Street    | Park     | Street   | Atletas |       |
| ------------------ | --------- | --------- | -------- | -------- | ------- | ----- |
| RSA África do Sul  | 1         | 1         | 1        |          | 3       |       |
| GER Alemanha       | 1         |           | 1        |          | 2       |       |
| AUS Austrália      | 2         | 1         | 1        | 1        | 5       |       |
| AUT Áustria        |           |           |          | 1        | 1       |       |
| BEL Bélgica        |           | 1         |          | 1        | 2       |       |
| BRA Brasil         | 3         | 3         | 3        | 3        | 12      |       |
| CAN Canadá         | 1         | 2         |          | 1        | 4       |       |
| CHI Chile          |           |           | 1        |          | 1       |       |
| CHN China          |           |           | 1        | 1        | 2       |       |
| COL Colômbia       |           | 1         |          |          | 1       |       |
| DEN Dinamarca      | 1         |           |          |          | 1       |       |
| ESP Espanha        | 2         |           | 1        | 1        | 4       |       |
| USA Estados Unidos | 3         | 3         | 3        | 3        | 12      |       |
| PHI Filipinas      |           |           |          | 1        | 1       |       |
| FIN Finlândia      |           |           | 1        |          | 1       |       |
| FRA França         | 1         | 2         | 1        | 1        | 5       |       |
| GBR Grã-Bretanha   |           |           | 2        |          | 2       |       |
| ITA Itália         | 2         |           |          | 1        | 3       |       |
| JPN Japão          | 1         | 3         | 3        | 3        | 10      |       |
| NED Países Baixos  |           |           |          | 2        | 2       |       |
| PER Peru           |           | 1         |          |          | 1       |       |
| POL Polônia        |           |           | 1        |          | 1       |       |
| PUR Porto Rico     | 1         | 1         |          |          | 2       |       |
| POR Portugal       |           | 1         |          |          | 1       |       |
| SWE Suécia         | 1         |           |          |          | 1       |       |
| Total: 25 NOCs     | 20        | 20        | 20       | 20       | 80      |       |

## Park masculino
| Evento                          | Vagas | Atletas qualificados |
| ------------------------------- | ----- | --- |
| País-sede                       | 1     | JPN Kensuke Sasaoka |
| Ranking olímpico                | 16    | USA Heimana Reynolds USA Cory Juneau BRA Luiz Francisco BRA Pedro Barros USA Zion Wright AUS Keegan Palmer SWE Oskar Rozenberg BRA Pedro Quintas ITA Ivan Federico PUR Steven Pineiro ITA Alessandro Mazzara FRA Vincent Matheron ESP Jaime Mateu AUS Kieran Woolley JPN Ayumu Hirano GER Tyler Edtmayer |
| Campeonato mundial (Realocação) | 3     | ESP Danny Leon CAN Andy Anderson RSA Dallas Oberholtzer** |
| Total                           | 20    | |

**Representação continental

## Park feminino
| Evento                                      | Vagas | Atletas qualificadas |
| ------------------------------------------- | ----- | --- |
| País-sede                                   | 0     | - |
| Ranking olímpico                            | 16    | JPN Misugu Okamoto JPN Sakura Yosozumi GBR Sky Brown AUS Poppy Starr Olsen FIN Lizzie Armanto JPN Kokona Hiraki USA Bryce Wettstein BRA Dora Varella BRA Isadora Pacheco USA Brighton Zeuner USA Jordyn Barratt BRA Yndiara Asp ESP Julia Benedetti GER Lilly Stoephasius CHN Zhang Xin FRA Madeleine Larcheron |
| Campeonato mundial e país-sede (Realocação) | 4     | POL Amelia Brodka CHI Josefina Varas GBR Bombette Martin RSA Melissa Williams** |
| Total                                       | 20    | |

**Representação continental

## Street masculino
| Evento                 | Vagas | Atletas qualificados |
| ---------------------- | ----- | --- |
| País-sede              | 0     | - |
| Campeonato mundial     | 3     | JPN Yuto Horigone USA Nyjah Huston JPN Sora Shirai |
| Ranking olímpico       | 16    | BRA Kelvin Hoefler POR Gustavo Ribeiro FRA Aurélien Giraud USA Jake Ilardi USA Jagger Eaton FRA Vincent Milou CAN Matt Berger PUR Manny Santiago AUS Shane O'Neill PER Angelo Caro Narvaez BRA Felipe Gustavo JPN Yukito Aoki BRA Giovanni Vianna CAN Micky Papa BEL Axel Cruysberghs COL Jhancarlos González |
| País-sede (realocação) | 1     | RSA Brandon Valjalo** |
| Total                  | 20    | |

**Representação continental

## Street feminino
| Evento                 | Vagas | Atletas qualificadas |
| ---------------------- | ----- | --- |
| País-sede              | 0     | - |
| Campeonato mundial     | 3     | JPN Aori Nishimura JPN Momiji Nishiya BRA Rayssa Leal |
| Ranking olímpico       | 16    | BRA Pamela Rosa BRA Letícia Bufoni USA Marian Durán NED Roos Zwetsloot NED Candy Jacobs AUS Hayley Wilson JPN Funa Nakayama USA Alexis Sablone NED Keet Oldenbeuving PHI Margielyn Didal USA Alana Smith CHN Wenhui Zeng BEL Lore Bruggeman AUT Julia Brueckler FRA Charlotte Hym ITA Asia Lanzi |
| País-sede (realocação) | 0     | RSA Boipel Awuah** |
| Substituição           | 2     | CAN Annie Guglia ESP Andrea Benítez |
| Total                  | 20    | |

**Representação continental